# 保羅·德·朗格拉德
第五代朗格拉德男爵保羅·吉羅·德·朗格拉德（法語：Paul Girot de Langlade；1894年7月26日—1980年1月16日）是一位法國陸軍少將，曾於第二次世界大戰後期指揮法國第2裝甲師三個戰鬥群中的一個，並在棟派爾戰役以少勝多擊潰德軍第112裝甲旅。朗格拉德在戰後擔任法國第3裝甲師、卡薩布蘭卡師與柬埔寨陸軍司令，退役後授勳榮譽軍團勳章大十字勳位。
1913年，朗格拉德志願加入法國陸軍，在第一次世界大戰中獲得十八枚「1914年－1918年十字勳章」（Croix de guerre 1914–1918）。第二次世界大戰期間，他指揮的第12非洲獵兵團在突尼西亞戰役中表現出色。1943年，該部隊併入勒克萊爾將軍的法國第2裝甲師，他在解放本土與入侵德國的軍事行動中表現突出。二戰結束後，朗格拉德成為駐德法軍第三裝甲師師長，接著參與殖民地戰爭。1980年1月中旬，保羅·德·朗格拉德在梅約逝世，享壽86歲。

## 參注